# Sylwia Nowak
Sylwia Nowak (Łódź, 28 april 1976) is een Pools kunstschaatsster.
In 1994 behaalde Nowak de gouden medaille op de Wereldkampioenschappen kunstschaatsen junioren.
In 1998 en 2002 nam Nowak samen met Sebastian Kolasiński voor Polen deel aan de Olympische winterspelen op het onderdeel ijsdansen. 
Tussen 1995 en 2003 werd Nowak samen met ijspartner Kolasiński negen maal op rij Pools nationaal kampioen op het onderdeel ijsdansen. 